# Syntomeida euterpe
Syntomeida euterpe là một loài bướm đêm thuộc phân họ Arctiinae, họ Erebidae.